# ボニー・マクソン
ボニー・マクソン（Bonnie Maxon、女性、1981年9月10日 - ）は、アメリカ合衆国の元プロレスラーで、レイン（Rain）またはペイトン・バンク（Payton Banks）のリングネームで知られた。

## 経歴
地元のSDWでプロレスデビュー。その後は中西部を拠点にレインのリングネームでIWAミッドサウス、CZW、NWAミッドウェスト、ROH、SHIMMER、WEWを転戦。
2005年11月6日、SHIMMERデビューはアリエルに敗れる。2006年2月12日のVolume 3でニッキー・ロックスを破りSHIMMER初勝利。2007年7月1日、SHIMMER王座決定トーナメントに出場するが、1回戦でニッキー・ロックスに敗れる。 The following day on Volume 13 the Minnesota Home Wrecking Crew suffered its first loss in a match against Del Rey and Roxx. 10月13日、レイシー、ジェッタと「The International Home Wrecking Crew」を結成。
2007年10月18日、TNAの番組「Impact!」に登場。リングネームをペイトン・バンクス（Peyton Banks）とする。ロックダウンにてボビー・ルードとのミックスタッグでブッカー・T、シャーメルと対戦もシャーメルにフォールされる。
2008年10月19日、 SHIMMER Volume 21にてジェッタと共にSHIMMERタッグ王座決定トーナメントに出場も敗退。
2009年1月、WSUデビュー。J-Cupで決勝まで進むが、エンジェル・オルシニに敗れる。
2011年5月、ワールド女子プロレス・ディアナに初来日、15日の川崎市体育館大会にて勇気彩と対戦するが敗れる
2011年9月、サッシー・ステファニーを破りWSUスピリット王座獲得。
2012年7月20日、新団体シャイン・レスリングに参戦し、ニッキー・ロックスに勝利。
2013年2月22日、初代SHINE王座獲得。
2014年1月24日、SHINE王座陥落。これを最後に引退。

## 得意技
- アシッド・レイン[10]
- インプラントDDT[11][7]
- レイン・ドロップ[10]
- Cravate[7]
- ダブルニー・バックブリーカー[10]
- ダブルニー・フェイスブリーカー[7]
- ストレート・ジャケット[7]
- ネックブリーカー[7]
- パッケージ・ニーリング・リバース・パイルドライバー[7]
- ランニング・ブルドッグ[7]

## 獲得タイトル
- FLWA女子王座[5]
- MIW女子王座[5]
- Shine王座[7]
- シャイン・チャンピオンシップ・トーナメント（2013）[7]
- WSUスピリット王座[12]